# (7482) 1994 PC1
(7482) 1994 PC1 es un asteroide que forma parte de los asteroides Apolo, descubierto el 9 de agosto de 1994 por Robert H. McNaught desde el Observatorio de Siding Spring, Nueva Gales del Sur, Australia.

## Designación y nombre
Designado provisionalmente como 94 PC1.

## Características orbitales
1994 PC1 está situado a una distancia media del Sol de 1,346 ua, pudiendo alejarse hasta 1,788 ua y acercarse hasta 0,9042 ua. Su excentricidad es 0,328 y la inclinación orbital 33,48 grados. Emplea 570,552 días en completar una órbita alrededor del Sol.

## Características físicas
La magnitud absoluta de 1994 PC1 es 16,8. Está asignado al tipo espectral S según la clasificación SMASSII.